# Israel ba-Aliyá
Israel ba-Aliyá (en hebreo: ישראל בעלייה) (en español: Israel y Aliyá) fue un partido político de Israel creado en 1996 y que se fusionó con el Likud en 2003. Fue creado para representar los intereses de los inmigrantes rusos por el ex-refusenik Natán Sharanski. Inicialmente era un partido de centro político, pero se acercó a la derecha política antes de integrarse en el Likud.

## Historia
El partido fue creado el 1996 por Sharanski, la imagen personal del cual como viejo luchador idealista represaliado estaba destinada a ser el catalizador de una revolución de los inmigrantes en la política israelí. Fue escogido como nombre del partido Israel ba-Aliyá porque denota su identificación con la inmigración (Aliyá es la palabra hebrea para decir inmigración en Israel).
Con otro ex-disidente soviético Yuli-Yoel Edelstein como fundador del grupo, optaron por un lema que indicaba que su partido político era diferente: sus dirigentes fueron antes a la prisión y solo después participaron en la política.
En su primera prueba electoral, en las elecciones legislativas de Israel de 1996, el partido obtuvo el 5,7 % de los votos y 7 escaños, convirtiéndose en el sexto partido más grande de la Knéset. Se unió en el gobierno del Likud presidido por Benjamín Netanyahu, y ambos obtuvieron dos cargos ministeriales: Sharanski fue nombrado Ministro de Industria y de Comercio, mientras que Yuli Edelstein se convirtió al mismo tiempo en Ministro de Absorción de Inmigrantes.
El 23 de febrero de 1999, poco antes de las elecciones de 1999 en la Knéset, Michael Nudelman y Yuri Stern dejaron el partido para formar Aliyah que más tarde entró en una alianza con otro partido de inmigrantes rusos, Israel Beitenu. El partido vio reducida su representación a seis escaños, la quinta facción más grande en la Knéset. Se unió al gobierno de Ehud Barak y recibió una cartera ministerial (Sharanski como Ministro del Interior) y un cargo ministerial adjunto (Marina Solodkin como viceministra de Absorción de Inmigrantes). El 20 de julio de 1999, poco después de las elecciones, los miembros del ala izquierda del partido Roman Bronfman y Alexander Tzinker abandonaron el partido y formaron la facción Opción Democrática. Israel ba-Aliyá dejó el gobierno el 11 de julio de 2000 en respuesta a las sugerencias de que las negociaciones de Barak con los palestinos provocarían una división de Jerusalén.
Después de la elección de Ariel Sharón como Primer ministro de Israel en 2001, el partido se unió al nuevo gobierno y recibió un cargo ministerial (Sharanski como Ministro de Vivienda y Construcción) y un cargo subordinado (Yuli Edelstein como el ministro Adjunto de Absorción de Inmigrantes). Además, Sharansky fue nombrado vice primer ministro.
Las elecciones legislativas de Israel de 2003 lo redujeron a dos diputados. Sharansky dimitió de la Knéset y fue sustituido por Yuli Edelstein. Sin embargo, seguía siendo el presidente del partido, y decidió fusionarse con el Likud (que había ganado las elecciones con 38 escaños), cosa que se hizo efectiva el 10 de marzo de 2003 y Sharansky fue nombrado Ministro de Asuntos de Jerusalén, mientras que Solodkin fue nombrado Subsecretario del Ministerio de Absorción de Inmigrantes.

## Resultados electorales
|  | 5.7 % |

|  | 5.19 % |

|  | 2.2 % |